# Peter Mander
Peter Garth Mander, OBE (* 4. Juli 1928 in Christchurch; † 21. Juni 1998 ebenda) war ein neuseeländischer Segler.

## Erfolge
Peter Mander nahm an zwei Olympischen Spielen teil. 1956 in Melbourne startete er mit Jack Cropp in der Bootsklasse Sharpie und wurde in dieser Olympiasieger. Zwar waren sie nach der letzten Wettfahrt zunächst auf dem zweiten Gesamtrang klassifiziert, nach einem Protest der französischen Crew wurden die topplatzierten Australier jedoch für das letzte Rennen disqualifiziert. Die beiden Neuseeländer waren somit punktgleich mit den Australiern John Scott und Rolly Tasker, hatten aber drei der sieben Wettfahrten gewonnen, wohingegen die Australier nur zwei Siege einfahren konnten. Aufgrund der größeren Anzahl an gewonnenen Wettfahrten erhielten Mander und Cropp die Goldmedaille, während Scott und Tasker Silber erhielten. Es war die erste olympische Goldmedaille für Neuseeland im Segelsport. Bei den Olympischen Spielen 1964 in Tokio belegte Mander, der nach den Spielen 1956 zunächst seine Karriere beendet hatte und nun ein Comeback gab, in der Bootsklasse Finn den vierten Rang und verpasste damit einen weiteren Medaillengewinn. Elfmal wurde Mander neuseeländischer Meister.
1990 wurden Mander und Cropp in die New Zealand Sports Hall of Fame aufgenommen. Ende 1991 erhielt er für seine sportlichen Erfolge das Offizierskreuz des Order of the British Empire. Zeitweise war Mander, der auch als Bootsdesigner und -bauer tätig war, Präsident der New Zealand Yachting Federation. Er war verheiratet und hatte drei Kinder.